# Wiatrak holenderski w Bracholinie
Wiatrak w Bracholinie – wiatrak holenderski z XIX wieku w Bracholinie.

## Historia
Wiatrak został zbudowany w połowie XIX w.  na wzgórzu pomiędzy dwoma jeziorami. Po II wojnie światowej należał  do rodziny Kowalewskich, a potem Nowaczewskich. Działał do 1954 roku. Nie używany niszczał do 1990 roku, gdy został sprzedany i obecnie znajduje się w prywatnych rękach.